# Miocit
Miocitul sau celula musculară este un tip de celulă care poate face referire fie la celula musculară cardiacă (cardiomiocitul) sau celulele mușchilor netezi. Celula mușchilor scheletici este de lungime mai mare și polinucleară, fiind denumită fibră musculară. Miocitele și fibrele musculare se dezvoltă din celule precursori embrionice, denumite mioblaști.